# Rückfangmethode
Die Rückfangmethode ist eine Methode zur Abschätzung der Größe einer Population von Tieren oder anderen Individuen. Dabei wird eine Stichprobe der zu messenden Population gefangen, markiert und wieder freigelassen. Danach wird wieder eine Stichprobe gefangen und anhand des Anteils der darin markierten Tiere auf die Gesamtgröße geschlossen.
Die Rückfangmethode ist auch unter dem Namen Capture-Recapture oder Petersen-Methode bekannt. Der dänische Biostatistiker C. G. J. Petersen hat diese Methode 1896 erstmals vorgeschlagen.

## Berechnung
Die Populationsgröße N lässt sich abschätzen als
{\displaystyle {\hat {N}}={\frac {nM}{m}}}
Dabei ist M die Anzahl vorher markierter Individuen, n die Anzahl der Individuen in der (zweiten) Stichprobe und m die Anzahl der markierten Individuen, die man in dieser Stichprobe gefunden hat. Das Verfahren lässt sich damit erklären, dass der Anteil von markierten Individuen in der Stichprobe genauso groß sein sollte wie in der gesamten Population:
{\displaystyle {\frac {m}{n}}={\frac {M}{N}}}
Wenn in der Stichprobe keine markierten Individuen gefunden werden, so ist kein Rückschluss auf die Populationsgröße möglich.

## Bedingungen
Damit das Ergebnis nicht verfälscht wird, müssen folgende Bedingungen erfüllt sein:
- Es kommen zwischen Anbringen der Markierungen und der Erhebung der zweiten Stichprobe keine neuen Individuen hinzu.
- Die Markierungen gehen in der Zwischenzeit nicht verloren (weder durch Ablösung der Markierung von Individuen noch durch Abwanderung von Individuen).
- Die Wahrscheinlichkeit, gefangen zu werden, ist für alle Individuen mit oder ohne Markierung gleich.

## Mathematische Ableitung
Dabei wird davon ausgegangen, dass die Zufallsvariable „Zahl der gefangenen Tiere in der zweiten Stichprobe“ einer hypergeometrischen Verteilung folgt mit den Parametern {\displaystyle N} (Umfang der Gesamtpopulation), {\displaystyle M} (Anzahl der markierten Individuen) und {\displaystyle n} (Umfang der zweiten Stichprobe). Die Wahrscheinlichkeit, genau {\displaystyle m} markierte Individuen in der Stichprobe zu haben, beträgt:
{\displaystyle h(m|N;M;n)={\frac {\displaystyle {M \choose m}{N-M \choose n-m}}{\displaystyle {N \choose n}}}}
Dabei bezeichnet {\displaystyle N \choose n} den Binomialkoeffizienten „N über n“. Da alle Werte aus den Stichproben bekannt sind außer {\displaystyle N} ergibt sich durch Maximierung der Funktion {\displaystyle h(m|N;M;n)}
der Petersen-Schätzer {\displaystyle {\hat {N}}} (Anwendung der Maximum-Likelihood-Methode).

## Weitere Anwendungen
Das Verfahren lässt sich auch zur Abschätzung der Größe einer Grundgesamtheit verwenden, die zwei oder mehr Instanzen nur zum Teil bekannt ist. Dabei zieht jede Instanz unabhängig von den anderen eine Stichprobe. Beispielsweise lässt sich der Anteil von indexierten Dokumenten zu einer Suchanfrage im WWW folgendermaßen mit zwei Suchmaschinen abschätzen:
1. Stelle die Suchanfrage an die erste Suchmaschine und merke die gefundenen M Dokumente.
2. Stelle die Suchanfrage an die zweite Suchmaschine. Die Anzahl der gefundenen Dokumente ist n und die Anzahl der Dokumente, die bereits in der ersten Suche gefunden wurden, ist m.

Allerdings ist das Verfahren ungenauer, wenn die Überschneidungen zwischen den Suchmaschinen allgemein größer sind.
Im Rahmen der Bibliometrie wurde die Methode 1981 von Walther Umstätter und Margarete Rehm eingeführt. Mit der Rückfangmethode lässt sich beispielsweise abschätzen, wie viele Artikel oder Bücher zu einem bestimmten Thema publiziert wurden, ohne aber alle Kataloge durchsuchen zu müssen (siehe auch Publikationsbias).
In bewaffneten Konflikten wurde die Rückfangmethode angewendet, um die Zahl der Opfer zu schätzen, wenn jeweils mehrere unvollständige Listen zur Verfügung stehen. Die Methode setzt voraus, dass die Listen nur tatsächliche Tote aufführen und die Einträge sich miteinander verknüpfen lassen.